# Vittorio Gregotti
Vittorio Gregotti (Novara, 10 de agosto de 1927 – Milão, 15 de março de 2020) foi um arquiteto italiano e chefe do estúdio Gregotti Associati, responsável por vários projetos importantes como o do Estádio Olímpico Lluís Companys, o Centro Cultural de Belém em Lisboa, o Teatro Arcimboldi de Milão e vários campi universitários, como o da Universidade da Calábria.
Morreu no dia 15 de março de 2020, aos 92 anos, devido a uma pneumonia agravada pelo COVID-19.